# Matthias Krizek
Matthias Krizek   (Viena, 29 de setembre de 1988) és un ciclista austríac, ja retirat, que fou professional el 2008 i del 2013 al 2020. Durant la seva carrera va córrer pels equips Cannondale, Team Roth, Tirol Cycling Team i Team Felbermayr-Simplon Wels. En el seu palmarès destaca el Campionat nacional en ruta de 2011.

## Palmarès
- 2010
  -  Campió d'Àustria sub-23 en ruta
- 2011
  -  Campió d'Àustria en ruta
- 2012
  - Vencedor d'una etapa al Girobio
- 2014
  - Vencedor de la classificació de les metes volants a la Volta a Polònia
- 2017
  - Vencedor d'una etapa a la Fletxa del sud
- 2019
  - 1r al Roine-Alps Isera Tour

### Resultats a la Volta a Espanya
- 2014. 125è de la classificació general